# Can Figueras Buach
Can Cufí, Can Figueras Buach o Casa Joaquim Figueras, és un casal del segle xviii del municipi de Pont de Molins (Alt Empordà). Està protegit com a bé cultural d'interès local.

## Descripció
És un gran casal amb jardí davanter delimitat per una tanca de pedra i comunicat amb la casa mitjançant un carrer pavimentat amb llambordes. El casal està format per diversos cossos adossats que li proporcionen una planta irregular, i algunes construccions auxiliars relacionades amb el jardí. L'edifici principal és rectangular, amb la coberta de teula de dues vessants i distribuït en planta baixa, pis i golfes. Totes les obertures són rectangulars, amb els emmarcaments de maons. La porta principal està emmarcada amb carreus de pedra i presenta la llinda gravada amb la inscripció "GENE 21 DE 1769 JOACHIM FIGUERAS BUACH". Al costat de la façana principal hi ha un volum amb els paraments exteriors emblanquinats, que presenta dues arcades rebaixades a la planta baixa i una petita terrassa al pis. Està adossat a un cos de planta quadrada a manera de torre, amb la coberta d'un sol vessant i les obertures rectangulars emmarcades amb carreus. La llinda del balcó del pis presenta gravat l'any 1773. Des d'aquest nivell es pot accedir a una gran terrassa de traçat curvilini que també es comunica amb la casa principal. A la part superior del parament exterior de la terrassa hi ha encastades diverses mènsules reaprofitades. El mur de tanca que delimita el jardí presenta un portal d'accés directe d'arc rebaixat de maons amb els brancals fets de carreus de pedra.
La construcció és bastida amb còdols i pedra desbastada, disposades en filades més o menys regulars i lligades amb morter. A les cantonades hi ha carreus ben desbastats.

## Història
Ubicada al barri de Molins de Dalt, el nucli originari del poble de Molins. Les cases conservades a Molins de Dalt, són datables majoritàriament dels segles XVII-XVIII, tot i que és molt probable que haguessin estat construïdes sobre antigues edificacions medievals. Concretament, a Can Figueras Buach es pot observar dues llindes amb les dates 1769 i 1773. Posteriorment va ser reformat l'any 1852 i el 1912. Aquesta última reforma es deu a l'arquitecte Pelayo Martínez.